# Боринг, Элис Мидлтон
Элис Мидлтон Боринг (англ. Alice Middleton Boring; 22 февраля 1883, Филадельфия — 18 сентября 1955, Кембридж, Массачусетс) — американская биолог и зоолог.

## Биография
Связи семьи Боринг с Моравской церковью существенно повлияли на её воспитание. Она училась в Брин-Мор-колледж, где получила диплом бакалавра искусств в 1904 году и окончила аспирантуру в 1910 м. Она начала свою карьеру как цитолог и генетик. С 1910 по 1918 годы она изучала зоологию в Университете Мэна. С 1923 по 1950 — работала в Яньцзинском университете. В течение Второй Мировой Войны, Боринг находилась в лагере для интернированных, но позже смогла вернуться в Америку. После войны она снова поехала в Китай на несколько лет, но последние годы провела работая в Колледже Смита. Её основная заслуга состоит в приумножении знаний об амфибиях и рептилиях, обитающих на территории Китая.
Её брат Эдвин был учёным-психологом.